# Vejle
Pour les articles homonymes, voir Vejle (homonymie).

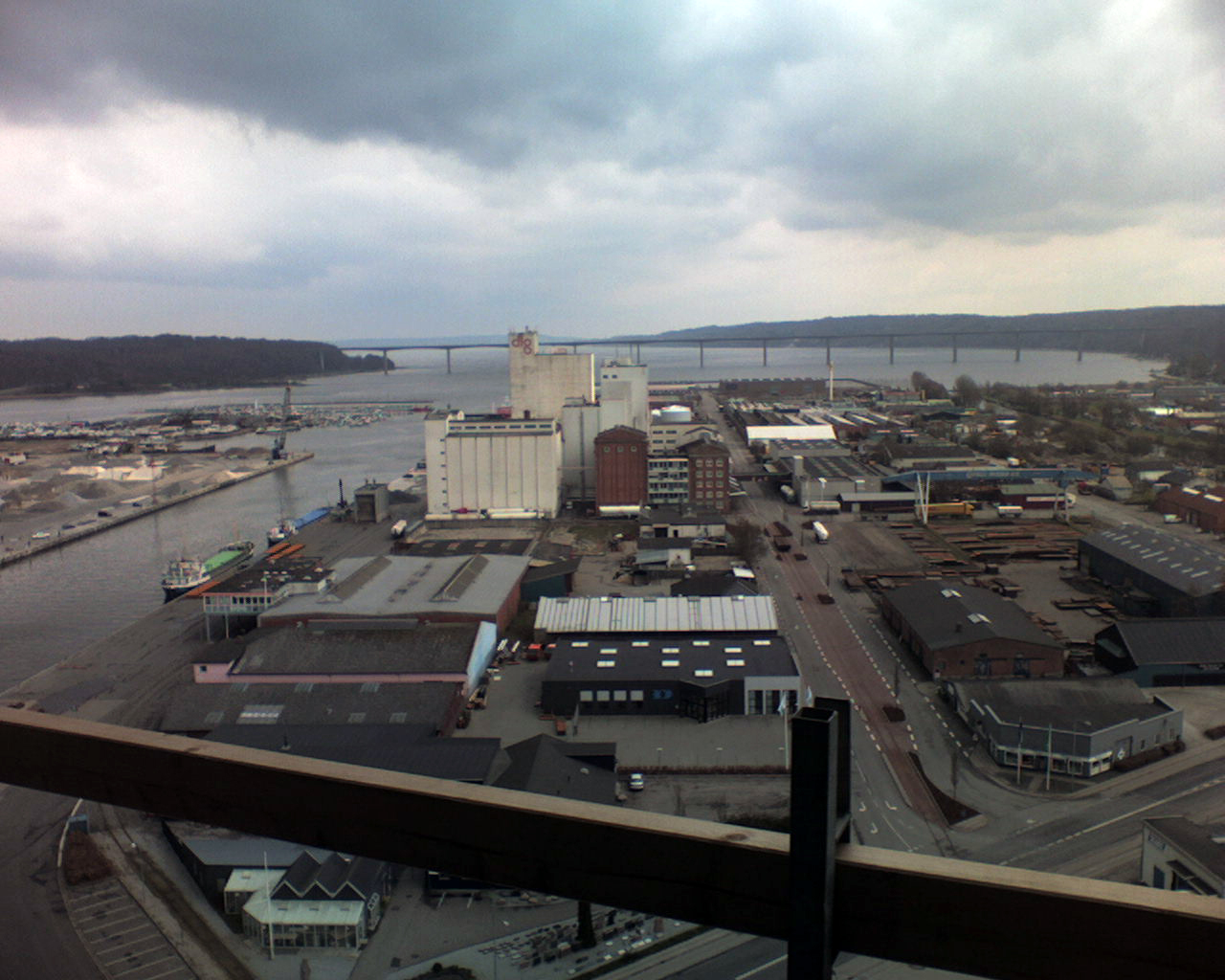
Le port de Vejle.

Vejle (prononcé [ˈvɑi̯lə]) est une ville du Danemark située dans le sud de la péninsule du Jutland ; elle est le chef-lieu de la commune homonyme et de la région du Danemark-du-Sud, et compte 52 573 habitants. Le nom de la ville signifie « passage à gué ».
Les hauteurs entourant la ville sont couvertes de hêtres qui seraient connus pour fleurir une quinzaine de jours avant ceux du reste du pays. Le centre de la ville se développa autour des rivières de Vejle et de Grejs. La ville s'étendit ensuite sur ses collines, puis vers l'ouest vers les années 1930, qui virent la construction de la digue et du boulevard.

## Industrie
Vejle fut une fois nommée la « Manchester du Danemark » en raison de son importante industrie de filature du coton.
L'industrie alimentaire y tenait aussi une part importante et y était représentée par les boucheries TULIP.

## Sport
L'équipe de football dominante — le Vejle Boldklub — a remporté un bon nombre de championnats nationaux ou autres.
Cette équipe a produit de nombreuses célébrités dont Allan Simonsen (Ballon d'or en 1977)

## Culture
Sont originaires de Vejle :
- Le romancier Ulrik Gräs, 1940, La main de Fatima-1971, Le rêve de l'Amérique-1981, Lido-2006
- le poète Harald Kidde, 1878-1918, Le héros, un roman central de la littérature danoise.
- le prêtre et historien Anders Sørensen Vedel, né Anders Sørensen, 1542-1616, Traduction de l'histoire du Danemark de Saxo Grammaticus.
- le violoniste et compositeur Jacob Gade (1879-1963), auteur d'un air célèbreTango Jalousie.
- le peintre Albert Bertelsen.
- Esben Svane membre du groupe A Friend In London (Batteur et choriste) représentant du Danemark au concours de l’Eurovision de la Chanson 2011.
- Lili Elbe, peintre trans, une des premières à avoir transitionné.
- John Sivebæk, footballeur danois.
- Alex Nørlund, footballeur danois.
- Thomas Gravesen, footballeur danois.
- Nicolai « dev1ce » Reedtz, joueur professionnel de Counter-Strike: Global Offensive pour Astralis.

## Curiosités
- Le moulin à vent au sommet de la colline Søndermarken est le symbole de la ville depuis de nombreuses années, ainsi que l'hôtel Munkebjerg, hôtel moderne équipé d'un casino.
- la Rue centrale, entièrement reconçue par l'architecte français Christian Drevet